# Dan + Shay (álbum)
Dan + Shay es el tercer álbum homónimo del dúo de música country estadounidense Dan + Shay. Fue lanzado el 22 de junio de 2018 a través de Warner Bros. Records Nashville. El álbum incluye el sencillo «Tequila».

## Contenido
El dúo anunció la lista de canciones a través de las redes sociales en mayo de 2018. Además del primer sencillo «Tequila», anunciaron que el álbum contendría a dúo con Kelly Clarkson. El miembro del grupo Dan Smyers le dijo a Taste of Country: «Siento que esta es la primera vez que realmente lo contamos contando nuestra historia, diciendo lo que queremos decir y poniendo las canciones que suenan como queremos sonar y cómo queremos ser percibido. Se siente realmente especial, todo el trabajo».

## Recepción de la crítica
Cillea Houghton de Sounds Like Nashville revisó el álbum con beneplácito, afirmando que «no solo demuestra cómo han evolucionado musicalmente en su álbum homónimo, sino que demuestra la pureza que reside en su composición». Recibió 3.5 de 5 estrellas de Rolling Stone, cuyo Jon Freeman escribió que el dúo «mantiene su enfoque discreto, deleitándose en placeres domésticos simples y proporcionando un recordatorio para detenerse y respirar». Calificándolo 3 de 5 estrellas, Stephen Thomas Erlewine de Allmusic fue más variado, diciendo que el álbum «puede no ser mucho más que un fondo de pantalla aural, pero eso es todo lo que debe ser y, en ese nivel, está bien ejecutado: es tan liso y suave, no hace un sencillo wave».

## Lista de canciones
1. «Alone Together» (Dan Smyers, Shay Mooney, Jesse Frasure, Hillary Lindsey) – 2:51
2. «Tequila» (Smyers, Nicolle Galyon, Jordan Reynolds) – 3:16
3. «What Keeps You Up at Night» (Chase Foster, Jordan Minton, Reynolds) – 3:21
4. «All to Myself» (Smyers, Mooney, Reynolds, Galyon) – 2:49
5. «Keeping Score» (Smyers, Reynolds, Laura Veltz) – 3:40
  - con Kelly Clarkson
6. «Make or Break» (Smyers, Mooney, Reynolds, Emily Weisband) – 2:35
7. «Speechless» (Smyers, Mooney, Reynolds, Veltz) – 3:33
8. «Stupid Love» (Smyers, Mooney, Jon Nite, David Hodges) – 3:14
9. «No Such Thing» (Smyers, Mooney, David Lee Murphy, Matt Dragstrem) – 2:59
10. «My Side of the Fence»	(Mooney, Benjy Davis) – 3:39
11. «Island Time» (Smyers, Mooney, Jimmy Robbins, Andy Albert) – 3:19

## Posicionamiento en listas
| Listas (2018)                        | Mejor posición |
| ------------------------------------ | -------------- |
| Australian Albums (ARIA)             | 15             |
| Canadá (Billboard Canadian Albums)   | 11             |
| New Zealand Heatseeker Albums (RMNZ) | 6              |
| Escocia (Scottish Albums Chart)      | 62             |
| Reino Unido (UK Country Albums)      | 2              |
| US Billboard 200                     | 6              |
| Estados Unidos (Top Country Albums)  | 1              |